# Minoru Chiaki
Minoru Chiaki (千秋 実 Chiaki Minoru?, n. 30 iulie 1917, Bifuka⁠(d), Prefectura Hokkaidō, Japonia – d. 1 noiembrie 1999, Fuchu, Japonia) a fost un actor japonez, cunoscut mai ales pentru interpretarea rolului unuia dintre cei șapte samurai din celebrul film al lui Akira Kurosawa.

## Biografie
S-a născut la 30 iulie 1917 pe insula Hokkaido sub numele de Katsuji Sasaki. Și-a început cariera de actor de film la sfârșitul anilor 1940, când a apărut în filmul Nora-inu al lui Akira Kurosawa. A interpretat diferite roluri în filmele Rashōmon (1950), unde a jucat rolul unui preot deziluzionat de natura umană,Premiul Academiei Japoneze pentru cel mai bun actor pentru interpretarea sa în Hana ichimonme Idiotul (1951) și Ikiru (1952) ale aceluiași cineast, dar a devenit celebru ca interpret al unuia din cei șapte samurai din filmul omonim al lui Kurosawa. Spre deosebire de personajul său, care a murit primul, Chiaki a fost ultimul actor principal al filmului care a murit. Potrivit lui Stuart Galbraith IV, actorul avea un caracter apropiat de cel al personajului său, samuraiul Heihachi Hayashida, având șarm și mult umor.
În anii următori a realizat interpretări viguroase în Gojira no gyakushû (1955), Ikimono no kiroku (1955), Tronul însângerat (1957), Azilul de noapte (1957), Kakushi toride no san-akunin (1958), Ningen no Jōken (1959), Tengoku to jigoku (1963) și Mizuumi no koto (1966). A renunțat apoi la film pentru a juca pe scenele teatrelor. Sănătatea sa s-a deteriorat odată cu trecerea timpului, iar în 1975 Chiaki a suferit o hemoragie cerebrală. Și-a revenit într-o oarecare măsură și a continuat să joace în filme. A apărut apoi în câteva seriale de televiziune, devenind un actor popular. În anul 1985 a obținut Premiul Academiei Japoneze pentru cel mai bun actor pentru interpretarea rolului unui bărbat bolnav de Alzheimer în Hana ichimonme, ultimul film în care a mai jucat. Chiaki a fost distins cu premiile Hochi (1985) și Mainichi (1986) pentru aceeași interpretare și pentru întreaga carieră. A murit în 2 noiembrie 1999 la Tokyo din cauza unui stop cardio-respirator.
În cursul carierei sale (1949-1985), Minoru Chiaki a apărut în aproximativ 114 filme.

## Filmografie selectivă
- 1949: Chien enragé (野良犬 Nora-inu?), regizat de Akira Kurosawa - patronul clubului
- 1950: Rashōmon (羅生門 Rashōmon?), regizat de Akira Kurosawa - preotul
- 1951: L'Idiot (白痴 Hakuchi?), regizat de Akira Kurosawa - secretarul Mutsuo Kayama
- 1952: Ikiru (生きる Ikiru?), regizat de Akira Kurosawa - Noguchi
- 1952: La Belle et le Voleur (美女と盗賊 Bijo to tozoku?), regizat de Keigo Kimura - Takeichi no Takamaru
- 1953: Dans le bas-quartier de Yokocho (もぐら横丁 Mogura Yokochō?), regizat de Hiroshi Shimizu
- 1954: Cei șapte samurai (七人の侍 Shichinin no samurai?), regizat de Akira Kurosawa - samuraiul Heihachi Hayashida[9]
- 1955: Gojira no gyakushû (ゴジラの逆襲 Gojira no gyakushū?), regizat de Motoyoshi Oda
- 1955: Vivre dans la peur (生きものの記録 Ikimono no kiroku?), regizat de Akira Kurosawa - Jiro Nakajima
- 1956: La Voie de la lumière (宮本武蔵完結編 決闘巌流島 Miyamoto Musashi kanketsuhen: Kettō Ganryūjima?), regizat de Hiroshi Inagaki
- 1956: Le Cœur d'une épouse (妻の心 Tsuma no kokoro?), regizat de Mikio Naruse - Yoshikazu, fratele lui Shinji
- 1957: Tronul însângerat (蜘蛛巣城 Kumonosu jo?), regizat de Akira Kurosawa - generalul Yoshiaki Miki[10]
- 1957: Azilul de noapte (どん底 Donzoko?), regizat de Akira Kurosawa - fostul samurai Tonosama[11]
- 1958: La Forteresse cachée (隠し砦の三悪人 Kakushi toride no san-akunin?), regizat de Akira Kurosawa - Tahei
- 1959: La Condition de l'homme : le chemin de l'éternité (人間の条件 Ningen no Jōken?), regizat de Masaki Kobayashi
- 1959: Une histoire d'amour de Naniwa (浪花の恋の物語 Naniwa no koi no monogatari?), regizat de Tomu Uchida - Hachiemon Tanbaya
- 1960: Meurtre à Yoshiwara (花の吉原百人斬り Hana no Yoshiwara hyaku-nin giri?), regizat de Tomu Uchida
- 1962: Le Révolté (天草四郎時貞 Amakusa Shiro Tokisada?), regizat de Nagisa Ōshima - Tanaka
- 1963: Entre le ciel et l'enfer (天国と地獄 Tengoku to jigoku?), regizat de Akira Kurosawa
- 1966: Le Lac des larmes (湖の琴 Mizuumi no koto?), regizat de Tomotaka Tasaka - Kidayu Momose
- 1985: Sombre crépuscule (花いちもんめ Hana ichimonme?), regizat de Shun'ya Itō - Fuyukichi Takano

## Premii și distincții
- 1985: Premiul Hochi pentru cel mai bun actor pentru interpretarea sa în Hana ichimonme și pentru întreaga carieră[6]
- 1985: Premiul Academiei Japoneze de Film pentru cel mai bun actor pentru interpretarea sa în Hana ichimonme[4][12]
- 1985: Premiul Panglica Albastră pentru cel mai bun actor pentru interpretarea sa în Hana ichimonme[4][13]
- 1986: Premiul Mainichi pentru cel mai bun actor pentru interpretarea sa în Hana ichimonme și pentru întreaga carieră[6]

## Legături externe
- Minoru Chiaki la Internet Movie Database
- Minoru Chiaki pe Japanese Movie Database